# Casa de la Saviesa
La Casa de la Saviesa (àrab: بيت الحكمة, Bayt al-Hikmah) a Bagdad, és considerada la primera universitat de la història i actuà com a centre de difusió del pensament islàmic durant l'edat d'or de l'islam. Fundada per al-Mansur l'any 825, inspirada en l'acadèmia de Gundixapur, constava d'aules per transmetre i debatre coneixements de diverses disciplines i un potent equip de traductors que bevien de llibres de diverses procedències fins a crear la biblioteca més important de l'alta edat mitjana. Fou destruïda pels mongols al Setge de Bagdad (1258). Els seus erudits actuaven també com a funcionaris fent feines de metges, arquitectes i assessors polítics, entre d'altres.

## Personalitats relacionades
A continuació hi ha una llista de gent destacada que havia participat a la Casa de la Saviesa:
- Abu-Màixar al-Balkhí (786–886), astròleg de la cort abbàssida que va traduir obres d'Aristòtil
- Averrois (1126–1198), filòsof andalusí conegut pels seus comentaris d'Aristòtil
- Avicenna (980–1037), filòsof i metge persa conegut per escriure el Cànon de la Medicina, obra mèdica de referència al món islàmic i a Europa[5]
- Abu-Hàmid al-Ghazalí (1058–1111), teòleg persa autor de La incoherència dels filòsofs, que qüestiona l'aristotelisme
- Muhàmmad al-Idrissí (1099–1169), geògraf i cartògraf àrab
- Muhàmmad ibn Mussa al-Khwarazmí (mort 850), polímata persa, cap de la Casa de la Saviesa
- Al-Kindí (mort 873), considerat un dels primers filòsofs àrabs, combinador de les filosofies d'Aristòtil i de Plató
- Màslama al-Majrití (950–1007), astrònom i matemàtic àrab, traductor de textos grecs
- Hunayn ibn Ishaq (809–873), filòsof assiri i cristià nestorià[6] que estigué al càrrec de la Casa de la Saviesa
- Els germans Banu Mussa, notables enginyers i matemàtics d'origen persa
- Al-Hajjaj ibn Yússuf ibn Matar (786–833), matemàtic conegut per la traducció de les obres d'Euclides
- Thàbit ibn Qurra (826–901), matemàtic i astrònom estudiós del model ptolemaic i pare de l'Estàtica.[7]
- Qusta ibn Luqa (820–912), matemàtic i traductor de textos grecs
- Al-Jàhidh (781–861), biòleg conegut pel Kitāb al-Hayawān i altres obres de zoologia
- Ismail al-Jazarí (1136–1206), físic i enginyer, considerat pare de la robòtica
- Jàbir ibn Hayyan, conegut per les seves obres en metal·lúrgia i considerat pare de la química
- Omar Khayyam (1048–1131), poeta i matemàtic persa conegut per les seves solucions de l'equació cúbica